# Fattore naturale di idratazione
Il fattore naturale di idratazione, noto come NMF è una miscela di sostanze idrosolubili e igroscopiche in grado di legarsi all'acqua e capaci di fissare e trattenere nello strato corneo e nel film idrolipidico superficiale anche parte dell'umidità ambientale a contatto con la pelle.  Individuato da Jacobi e colleghi nel 1959 per anni è stato considerato il principale fattore nel meccanismo di idratazione degli strati più superficiali della pelle. Questo ruolo è stato messo in discussione considerando l'alta impermebilità dello strato corneo all'acqua nello stato liquido e gassoso. Per la sua azione umettante comunque contribuisce a ridurre l'attività dell'acqua riducendone l'evaporazione negli strati più superficiali.
L'NMF può rappresentare il 10% o il 20-30% del residuo secco dello strato corneo dove si trova sia livello intracellulare che extracellulare.
Le sostanze che compongono il fattore naturale di idratazione contribuiscono oltre che alla idratazione cutanea alla acidificazione degli strati più superficiali della pelle.
Si ipotizza anche che partecipino come segnale cellulare ai processi di differenziazione  e la concentrazione relativa di alcune componenti dell'NMF varia sensibilmente nel passaggio dallo strato spinoso a quello granuloso e corneo di cui possono influenzare il processo di desquamazione..

## Composizione
La composizione del NMF varia sensibilmente in funzione del metodo di estrazione e di analisi. È inoltre particolarmente complesso distinguere le componenti idrofile apportate dal sudore.
La composizione del NMF inoltre risulta variare in funzione delle condizioni climatiche-ambientali, in particolare con la stagioni, ed in funzione della profondità dalla superficie cutanea e dell'area anatomica.
Si assume come composizione tipica quella rilevata negli anni 50-60 con estrazione delle componenti idrosolubili dello strato corneo.
| Composizione tipica del NMF  | Composizione tipica del NMF                                               | Composizione tipica del NMF |
| ---------------------------- | ------------------------------------------------------------------------- | --------------------------- |
| amminoacidi liberi           | Glicina, Serina, Alanina, Asparagina, Ornitina, Citrullina, Prolina, ecc. | 40%                         |
| Ioni                         | Na                                                                        | 5%                          |
|                              | Ca                                                                        | 1,5%                        |
|                              | K                                                                         | 4%                          |
|                              | Mg                                                                        | 1,5%                        |
| azotati                      | urea                                                                      | 7%                          |
|                              | ammoniaca, acido urico, glucosammina, creatinina, ecc.                    | 1,5%                        |
| acidi inorganici e loro sali | fosfati                                                                   | 0,5%                        |
|                              | cloruri                                                                   | 6%                          |
| acidi organici e loro sali   | acido pirrolidon carbossilico (PCA)                                       | 12%                         |
|                              | acido lattico                                                             | 12%                         |
|                              | acido citrico, acido formico.                                             | 0,5                         |
| Frazione indeterminata       | saccaridi , peptidi, altri acidi organici                                 | 8,5%                        |

La concentrazione di amminoacidi può risultare anche superiore al 60%. La distribuzione di amminoacidi liberi ricalca in gran parte quella derivata dalla proteolisi della fillagrina ed è riscontrabile anche nel sudore eccrino.
| amminoacido      | concentrazione | amminoacido     | concentrazione |
| ---------------- | -------------- | --------------- | -------------- |
| alanina          | 4.6%           | arginina        | 2.2%           |
| acido aspartico  | 3.9%           | citrullina      | 7.8%           |
| acido glutammico | 1.8%           | acido urocanico | 3.4%           |
| glicina          | 5.3%           | istidina        | 5.2%           |
| leucina          | 2.5%           | lisina          | 1.4%           |
| ornitina         | 1.5%           | fenilalanina    | 1.2%           |
| prolina          | 1.2%           | serina          | 15.3%          |
| treonina         | 3.1%           | triptofano      | 0.6%           |
| tirosina         | 1.9%           | valina          | 1.7%           |

## Implicazioni fisiopatologiche
Partecipando all'omeostasi idrica dell'epidermide il fattore naturale di idratazione ha implicazioni in varie manifestazioni cutanee:  pelle secca, pelle sensibile, eczema, dermatite atopica, ittiosi, acne, rosacea e psoriasi. In molti casi l'applicazione topica di cosmetici o farmaci contenenti gli umettanti, tipici componenti del NMF, è un coadiuvante di altri trattamenti specifici. L'utilizzo di prodotti topici con urea o acido lattico è riportato anche una decina di anni prima che venisse individuato il fattore naturale di idratazione.
L'NMF partecipa anche alla formazione del mantello acido, con conseguente azione barriera. Il pH cutaneo passa da un valore di circa 7 nello strato basale a 4,5/5,5 sulla superficie conseguenza dell'aumento della concentrazione di acidi organici ma anche per la trasformazione dell'arginina (alcalina) in ornitina e citrullina.